# ТЕС Терга
ТЕС Терга – теплова електростанція на північному заході Алжиру в провінції Оран. 
Введена в експлуатацію у 2012 році (початок будівництва припав на 2008-й), станція споруджена за схемою комбінованого парогазового циклу для використання традиційного в алжирській електроенергетиці палива – природного газу. Вона складається з трьох однотипних блоків з турбінами французького концерну Alstom – однією газовою типу KA26 та однією паровою кожен, при цьому потужність одного блоку становить 400 МВт. 
Станція використовує природний газ, що надходить по перемичці від системи MEDGAZ. 
Видача електроенергії відбувається через підстанцію, що працює під напругою 400 кВ.
Власниками проекту, вартість якого сягнула 2,2 млрд доларів США, практично в рівних долях (51% та 49%) є дві національні компанії – електроенергетична Socièté Nationale de l'Electricité et du Gaz (Sonelgaz) та нафтова Sonatrach.